# Station Żelisławice
Station Żelisławice is een spoorwegstation in de Poolse plaats Żelisławice.